# Джейн Уаймън
Джейн Уаймън (на английски: Jane Wyman) е американска актриса. 

## Биография
Носителка е на Оскар и Златен глобус, бивша съпруга на покойния американски президент и актьор Роналд Рейгън. Тъй като Роналд Рейгън е единственият разведен американски президент, Джейн Уаймън е единствената бивша жена на американски президент изобщо.
След като се пенсионира, тя води много уединен живот, най-вече заради проблеми със здравето – артрит и диабет. Умира на 90 години, през 2007 г., като преди това погребва дъщеря си Морийн Рейгън, най-добрата си приятелка Лорета Йънг и бившия си съпруг Роналд Рейгън.

## Избрана филмография
| Година | Филм              | Оригинално заглавие | Роля              | Режисьор      |
| ------ | ----------------- | ------------------- | ----------------- | ------------- |
| 1945   | Изгубеният уикенд | The Lost Weekend    | Хелен Сент-Джеймс | Били Уайлдър  |
| 1950   | Сценична треска   | Stage Fright        | Ив Гил            | Алфред Хичкок |